# 區倩欣
區倩欣（葡萄牙語：Yoko Ao，？—），澳門女性節目主持，亦曾擔任演員。

## 生平
區倩欣早年曾練習舞蹈多年。2010年代加入澳門廣播電視，最初應徵撰稿員一職，但面試後獲推薦擔任節目主持，後長期主持該台時事節目《澳門人·澳門事》。
2021起年連續數年擔任《澳廣視至愛新聽力頒獎音樂會》司儀，為其主持大型現場節目及音樂節目之始。

## 主持節目
- 2010年代起：《澳門人·澳門事》
- 2021年：《澳門郵》[6]
- 2021年：第十八屆《澳廣視至愛新聽力頒獎音樂會》
- 2022年：《熱鬧樂壇2022》[7]
- 2022年：第十九屆《澳廣視至愛新聽力頒獎音樂會》[8]
- 2023年：《熱鬧樂壇新聽力2023》[9]
- 2023年：第二十屆《澳廣視至愛新聽力頒獎音樂會》[10]

## 參演作品

### 網絡劇
- 2018年：《細味人生》（單元主角）[1]